# Janko Glazer
Janko Glazer (tudi Janko Glaser), slovenski pesnik, literarni zgodovinar, knjižničar in urednik, * 21. marec 1893, Ruše, † 2. februar 1975, Ruše.

## Življenjepis
Glazer je študiral slavistiko in germanistiko v Gradcu, na Dunaju, Zagrebu in Ljubljani, kjer je leta 1922 diplomiral. V letih 1920 do 1926 je poučeval na mariborski klasični gimnaziji, nato je bil knjižničar v mariboski Študijski knjižnici, od 1931 do 1959 tudi ravnatelj te knjižnice. V Mariboru je izoblikoval eno najvidnejših slovenskih knjižnic. Med vojno je bil pregnan v Srbijo. Leta 1945 se je vrnil v Maribor in obnovil knjižnico. Po njem so poimenovane mariborske kulturne nagrade.
Bil je oče pesnice, literarne zgodovinarke, prevajalke in urednice Alenke Glazer.

## Literarno delo
Glazer je bil mediativni, impresionistični pesnik Pohorja, razpoloženjskih slik, razmišljanj o življenju in neurejenosti sveta ter bolečine zaradi sinove smrti med vojno je izdal po vojni pesniški knjigi Ob jesenskem ekvinokciju (1946) in Pesmi in napisi (1953). Uredil pa je tudi več antologij:Slovenska narodna lirika (1920); Prešernove nemške poezije (1950); Župančičeve Izbrane pesmi (1948), Jaz in ti (1952), Pesmi za otroke (1963) in Sto pesmi za otroke (1974). Janko Glazer je bil tudi urednik Časopisa za zgodovino in narodopisje in Novih obzorij. Leta 1968 je prejel Prešernovo nagrado.